# Argynnis crassipunctata
Argynnis crassipunctata är en fjärilsart som beskrevs av Hans Fruhstorfer. Argynnis crassipunctata ingår i släktet Argynnis och familjen praktfjärilar. Inga underarter finns listade i Catalogue of Life.